# Štědronín-Plazy
Štědronín-Plazy jsou vesnice, část obce Varvažov v okrese Písek v Jihočeském kraji. Nachází se asi 3,5 kilometru jihovýchodně od Varvažova. Je zde evidováno 75 adres. V roce 2011 zde trvale žilo dvanáct obyvatel.
Štědronín-Plazy leží v katastrálním území Zbonín o výměře 13,72 km². Vesnice se skládá z osad Štědronín a Plazy.

## Historie
První písemná zmínka o vesnici pochází z roku 1790.

## Obyvatelstvo
| Rok            | 1869 | 1880 | 1890 | 1900 | 1910 | 1921 | 1930 | 1950 | 1961 | 1970 | 1980 | 1991 | 2001 | 2011 | 2021 |
| -------------- | ---- | ---- | ---- | ---- | ---- | ---- | ---- | ---- | ---- | ---- | ---- | ---- | ---- | ---- | ---- |
| Počet obyvatel | 210  | 185  | 171  | 147  | 116  | 123  | 117  | 78   | 60   | 36   | 35   | 25   | 11   | 12   | 20   |
| Počet domů     | 27   | 26   | 26   | 26   | 22   | 22   | 24   | 23   | 14   | 11   | 10   | 20   | 26   | 29   | 28   |

## Obecní správa
Při sčítání lidu v letech 1850–1889 Štědronín-Plazy byly osadou obce Varvažov v okrese Písek. V letech 1890–1975 byly osadou obce Zbonín v okrese Písek. Od 1. ledna 1976 do 23. listopadu 1990 byly částí obce Smetanova Lhota v okrese Písek. Od 24. listopadu 1990 jsou opět částí obce Varvažov v okrese Písek.

## Galerie

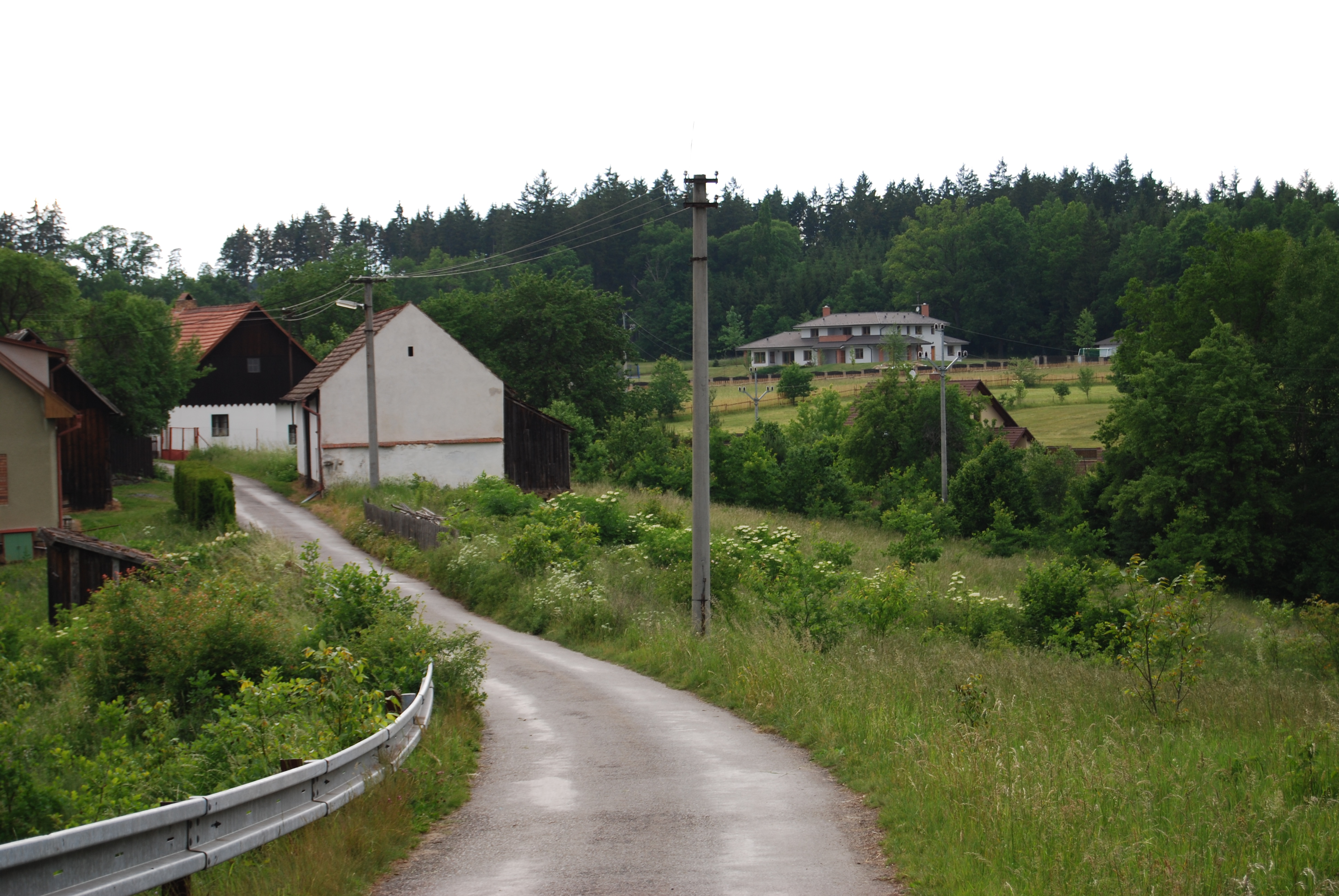
Pohled na část vesnice
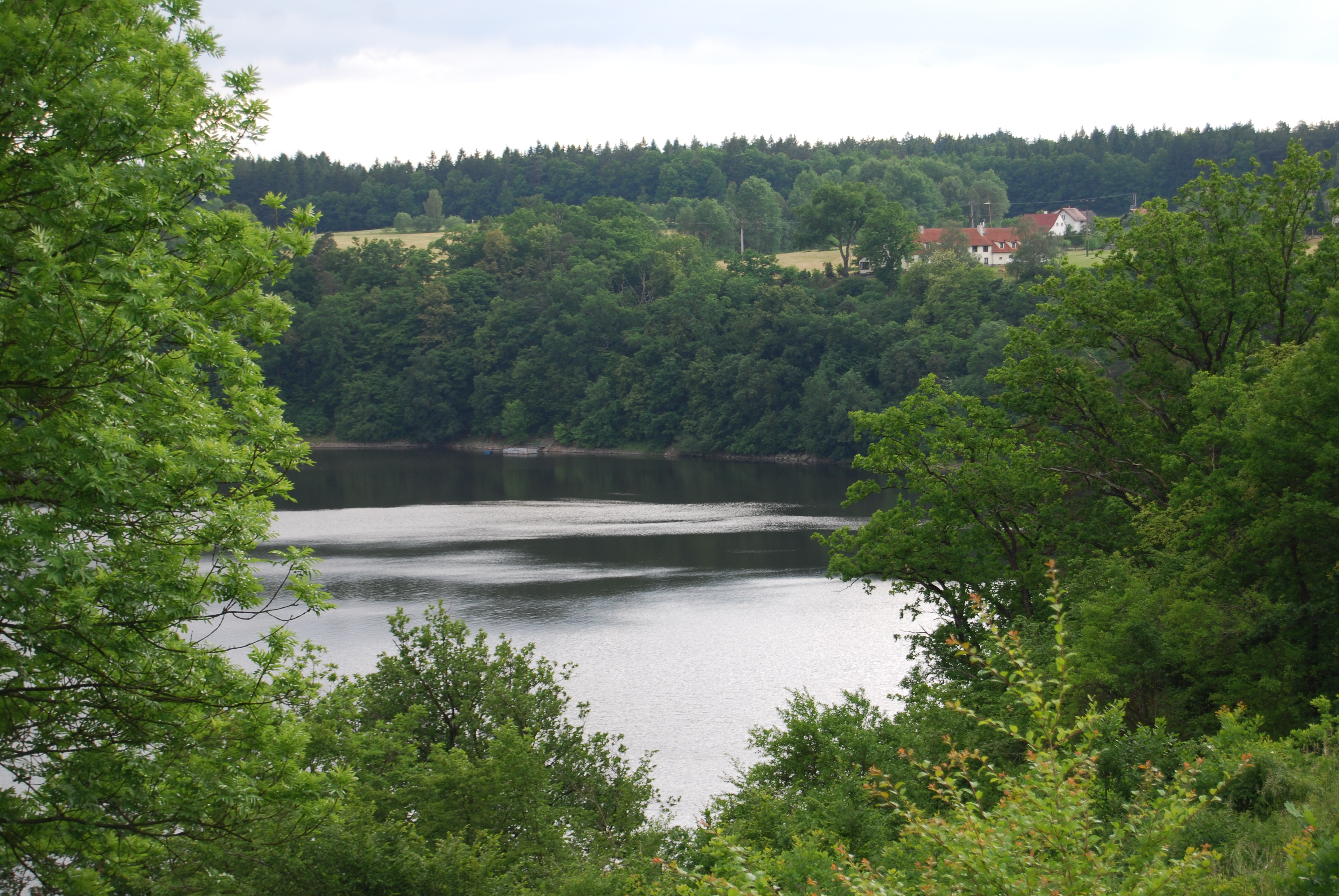
Pohled z vesnice na Orlickou přehradu.